# Liste der Ramsar-Gebiete in Malawi
Die Ramsar-Gebiete in Malawi sind nach der 1971 beschlossenen Ramsar-Konvention besondere Schutzzonen für natürliche Feuchtgebiete auf dem Territorium des Landes. Sie besitzen gemäß dem Anliegen dieses völkerrechtlichen Vertrags eine hohe Bedeutung und dienen insbesondere dem Erhalt der Lebensräume von Wasser- und Watvögeln. In Malawi traten die Bestimmungen mit Wirkung vom 14. März 1997 in Kraft.
In Malawi existieren zwei Ramsar-Gebiete (Stand 2021) mit einer Gesamtfläche von 286.356 Hektar.

## Liste der Ramsar-Gebiete von Malawi
Quelle:
| Name des Gebiets | Bild | Lage                                           | Koordinaten                     | Größe in ha | Ausweisungs- Datum | Bemerkungen |
| ---------------- | ---- | ---------------------------------------------- | ------------------------------- | ----------- | ------------------ | --- |
| Elephant Marsh   |      | Southern Region, Distrikte Chikwawa und Nsanje | 16° 31′ 54,1″ S, 35° 7′ 12,4″ O | 61.556      | 1. Juli 2017       | nationaler Status: keiner Das Schutzgebiet befindet sich im unteren Tal des Shire und wurde 1859 vom Entdeckungsreisenden David Livingstone benannt. Es zieht sich nördlich des Dorfes Bangula in der gleichnamigen Lagune hin, die mit mehreren Seitenarmen des Shire eine große Schwemmlandfläche bildet. Unweit davon liegt der Lengwe-Nationalpark.                     |
| Lake Chilwa      |      | Southern Region, Distrikt Zomba                | 15° 18′ 0″ S, 35° 42′ 0″ O      | 224.800     | 14. November 1996  | nationaler Status: keiner Das Schutzgebiet umfasst den See mit zahlreichen kleinen Inseln und sein nahes Umfeld. Dessen Wassermenge ist schwankend und dadurch kommt es zu Überspülungen von Festlandsbereichen, die auch Sumpfareale sein können. Das Ostufer des Sees liegt größtenteils auf dem Staatsgebiet von Mosambik, wo es als Ramsar-Gebiet Nr. 869 geführt wird. |